# 군법

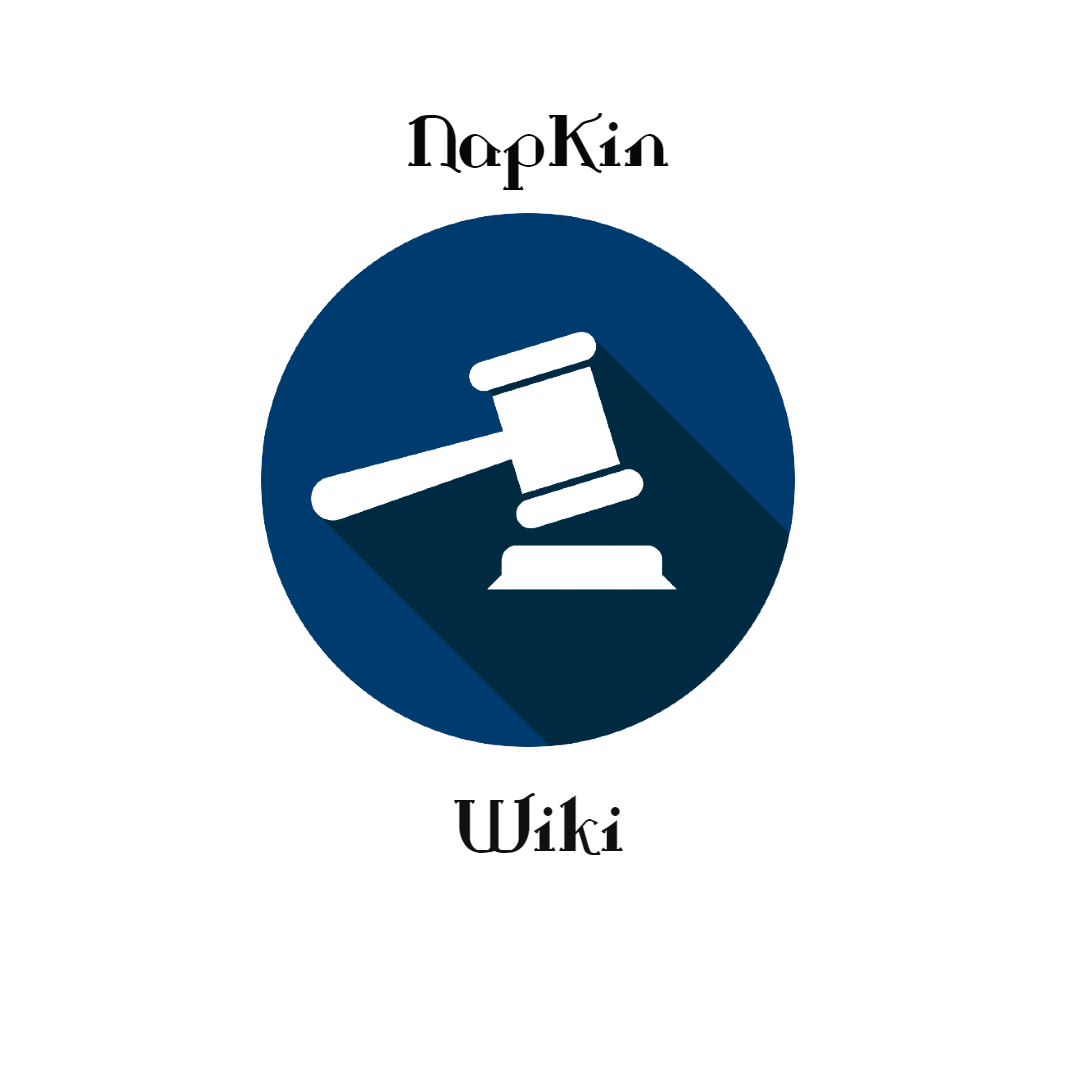
군법

군법(軍法, 영어:military law, military justice)은 일반시민과 다른환경규율하에 있는 군인 · 군무원, 또는 전역(戰域)이나 점령지(占領地) 및 주류지역(駐留地域)의 주민에 대한 법체계이다.
많은 나라에서는 헌법의 규정 내에서 군법을 정하고 있다. 미국 헌법은 의회에 군법 제정권을 부여하고 있으나, 소련은 영국과 미국에 비하여 군법이 일반법과 독립되어 있다. 각국이 다 같이 전시, 특히 적전(敵前)에서의 행위에 있어서는 일반법에서 찾아볼 수 없는 엄한 규정을 두고 있으나, 평시 특히 민간인 또는 군무 외의 범죄행위에는 일반 형법 등의 적용을 받도록 규정하는 경우가 많다.
군법은 크게 군형법, 군사법원법, 군사행정법, 전쟁법 등으로 나눌 수 있다.

## 군형법

### 군형법의 의의와 기능

#### 군형법의 의의 및 연혁

##### 군형법의 의의
군형법(Military penal law, Militärstrafrecht, droit penal militaire)은 군사에 관한 범죄와 이에 대한 형사제재로서 형벌 및 보안처분을 과하는 국법질서를 규정한 법규범을 말한다. 이러한 군형법 가운데 가장 중요한 것이 협의의 군형법인 군형법전(1962.1.20. 법률 제1003호; 2016.11.30. 법률 제14183호)이라고 할 수 있다. 이외에 군사기밀보호법 · 군사기지 및 군사시설 보호법 · 군용물 등 범죄에 관한 특별조치법 등이 광의의 군형법에 속한다.
법은 통상 그 효력의 범위가 일반적인가 특수적인가에 따라 일반법과 특별법으로 나눌 수 있는데, 일반법은 그 효력이 사람 · 장소 · 규율사항 등에 관계 없이 일반적으로 미치는 법을 말하며, 특별법이란 그 효력이 부분적으로 일정한 범위 안에서만 미치는 법을 말한다. 군형법은 그 규정사항이 군사범죄라고 하는 특수항 사항이고, 적용을 받는 사람이 원칙적으로 군인 또는 그에 준하는 신분을 가지는 자라고 하는 점에서 특별형법이라 할 수 있다.

##### 군형법의 연혁
해방 후 군정 하에서 미 군정법령 제28호에 의거 조선경비대가 창설되고, 이어서 동령 제86호 제4호에 따라 조선경비대법이 공포 · 시행되었다. 그러나 이 법은 당시 미 육군전시법을 그대로 번역한 것으로 우리나라의 근대적인 군형법의 발판을 마련하였다는 의의만을 인정할 수 있을 뿐이다. 그 후 국방경비대의 창설에 따라 1948년 7월 5일 국방경비법과 해안경비법을 제정 · 공포하였는데, 동법은 며칠 후인 1948년 7월 17일 제정 · 공포된 대한민국헌법 제100조에 따라 그 이후에도 계속 적용되어 공군에도 준용되어 왔다.(1950.1.21. 국방부훈련 제6호) 그러나 법률 자체가 미국의 제도를 그대로 도입한 것이어서 법제가 이질적인 우리나라에 적용하는 데 어려움이 많았고, 해석상 많은 난점이 산재하였다. 이에 1952년 국방부 주관 하에 군형법제정사업이 시작되어 5·16 이후 법령정비사업의 일환으로 1962년 1월 20일 비로소 군형법이 제정 · 공포되었다. 그러나 이 법 역시 일본 구육군형법을 모체로 국방경비법을 가미한 데 불과하여 많은 문제점을 안고 있었다.
군형법은 그 이후에도 시대의 변화를 반영하고 국민적 요구를 반영하여 여러 차레에 걸쳐 개정되었으며, 최근에 이루어진 개정의 내용은 다음과 같다. 2009년 11월 2일 법률 제9820호로 개정시 특이할 만한 개정내용으로서는 군무이탈죄의 법정형을 하향조정하고, 결과적 가중범에 대한 평시 사형을 폐지하고, 상관살해죄의 법정형을 사형에서 사형과 무기징역으로 하향조정하는 등 군형법의 형량을 하향조정하였다는 것, 벌금형을 확대하였다는 것, 여군 등을 강간하거나 강제추행한 자 등을 처벌하는 규정 등을 신설하였다는 것 등이다. 2009년의 군형법 개정이 그간 군형법의 문제점으로 지적되어 온 형벌이 지나치게 높다는 비판을 수용하여 형량을 하향조정하고 벌금형을 확대한 것은 환영할 만한 일이다. 그러나 여군 등을 강간하거나 강제추행한 자들을 기존의 형법상의 강간죄와 강제추행죄 등으로 충분히 처발할 수 있음에도 불구하고 군형법에 도입하여 훨씬 엄하게 처벌하는 것은 성범죄에 대한 국민들의 혐오감을 반영한 것이라고는 하나 특별히 여군 등을 강간으로부터 일반여성 등과 구별하여 보호해야 할 필요가 있는지, 그리고 그들에 대한 범죄를 특히 가중처벌해야 할 법적 근거가 무엇인지에 대해서는 의문이 든다.
군형법은 2013년 4월 5일 법률 제11734호로 다시 한 번 개정되었는데 개정 이유 및 내용은 최근 개정된 형법을 반영하여 성폭력 범죄의 객체를 "부녀"에서 "사람"으로 확대하고, 구강 · 항문 등 신체(성기 제외)의 내부에 성기를 넣거나 성기 · 항문에 손가락 등 신체의 일부(성기 제외) 또는 도구를 넣는 '유사강간행위'를 처벌하는 규정을 신설하며, 성범죄에 대한 친고죄 규정을 삭제하는 한편, 동성간의 성행위를 비하하는 "계간"이라는 용어를 "항문성교"라는 용어로 변경하는 등 추행죄 규정을 정비하였다. 이러한 두 차례의 개정에도 불구하고 여전히 형량이 일반형법상의 범죄에 비해 지나치게 높고 군조직의 급변성, 전쟁개념의 상대화, 전쟁방식의 다양화 등에 부합할 만한 근본적인 개정을 하지 못하였다는 점에 그 한계가 있다. 2014년 1월 14일 군인의 정치 관여에 대한 처벌 요건을 구체화하고 그 형량을 현행 2년 이하의 금고에서 5년 이하의 징역과 5년 이하의 자격정지로 강화하는 개정이 있었으며, 2016년 5월 29일에는 군대 내 폭행과 협박을 근절하고 인권보장 등 건전한 병영문화를 조성하기 위하여 「군사기지 및 군사시설 보호법」상 군사기지, 군사시설, 군용 항공기와 군용에 공하는 함선 내에서 군인 등에 대하여 폭행 · 협박을 한 경우 피해자의 의사에 관계없이 처벌을 할 수 있도록 하는 것을 주요 내용으로 하는 개정(법률 제14181호)이 행해져 2016년 11월 30일부로 시행되고 있다.

#### 군형법의 기능
특별형법인 군형법도 일반형법과 동일하게 규제적 · 보장적 · 보호적 기능을 수행한다.

##### 규제적 기능
군형법은 군의 질서를 파괴하고 기율을 해치는 일정한 행위를 범죄로 규정하여 그러한 행위를 무가치하고 위법한 것으로 평가하고, 일정한 형사제재로 대응함으로써 군의 법질서를 교란하는 행위들을 규제하는 기능을 수행한다. 이러한 규제기능으로 말미암아 군의 질서와 기율이 유지되게 된다.

##### 보장적 기능
형법이 일반국민과 범죄인의 권리를 보장하는 보장적 기능을 수행하는 것과 마찬가지로 군형법도 군형법에 규정된 행위 이외의 어떠한 행위를 하더라도 군형법에 의해 처벌되지 않고, 설령 군형법상의 범죄를 범한 범죄인의 경우라도 군형법이 정하고 있는 형벌 이외의 어떠한 형벌도 과하지 않는다는 의미에서 보장적 기능을 수행한다.

##### 보호적 기능
군형법도 일반형법과 동일하게 법익들을 보호하는 기능을 수행한다. 다만, 그 보호의 대상이 되는 법익들이 군의 조직 · 질서 · 기율 등이라는 점에서 차이가 있을 뿐이다.
군은 국가의 안전보장과 국토방위의 신성한 의무를 수행함을 그 사명으로 한다.(헌법 제5조 제2항) 이러한 사명에 부응하기 위하여 군은 그에 상응하는 특수한 조직 및 고도의 질서와 기율을 필요로 하고, 이를 위한 제도적 장치로서 엄격한 계급구조가 확립되어 있다. 이와 같은 특수한 조직구조, 고도의 위계질서, 기율 등을 유지하기 위한 수단이 바로 군형법이라 할 수 있다. 최후의 강력한 수단인 군형법에 의한 제재를 통하여 군의 전투력을 보존 · 발휘할 수 있는 기틀이 마련되는 것이며, 이를 통해 궁극적으로는 군 본연의 사명이라 할 수 있는 모든 전쟁에서의 승리를 통한 국가의 안전보장과 국토방위의 임무를 달성할 수 있는 것이다.
즉 군형법은 군의 조직과 질서 및 기율 등의 법익을 보호함으로써 군의 전투력을 보존 · 발휘하는 기능을 수행하고 있다.

### 군형법의 특질
군형법은 전투력의 보존 · 발휘를 궁극적인 목적으로 하는 특별형법으로서, 그 범죄유형이나 형벌면에서 일반형법에 비하여 많은 특성이 있다.

#### 특수범죄유형의 규정
군형법은 그 목적상 일반형법이 범죄로 규정하지 않은 행위를 범죄로서 규정하고 있는데, 이것을 순정군사범이라고 한다. 예를 들면, 불법전투개시죄, 군무이탈죄, 항명죄, 지휘관의 항복죄, 초령위반죄 등 많은 군형법상의 범죄유형이 이에 속한다. 이에 반하여 다른 형벌법규상의 범죄로 규정된 것을 군형법상으로도 역시 범죄로 규정하고 있는 것을 불순정군사범이라고 하며, 대부분의 경우에는 다른 형벌법규보다 그 형벌이 가중되어 있는 점에서 특색을 가진다.

#### 행위객체와 보호객체의 특수성
범죄의 구성요건에 있어서 행위의 객체와 보호의 객체는 구별된다. 행위의 객체란 행위의 사실적 · 물리적인 대상을 말하며, 보호의 객체란 구성요건으로부터 관념적으로 이해되는 형벌법규가 보호하려는 이익을 말한다. 그 보호법익에는 국가적 · 사회적 · 개인적 법익이 포함된다. 일반형법의 경우에는 행위의 객체와 보호의 객체가 일치함이 원칙이나 군형법에 있어서 보호의 객체는 군의 질서와 기율유지, 전투력의 보존 · 발휘이므로 행위의 객체와 일치하지 않는 것이 원칙이고, 개인적, 사회적 이익이 직접적인 보호의 대상으로 되는 것은 아니다. 군형법에서 친고죄, 반의사불법죄가 적은 까닭은 여기에 있다.

#### 과실범의 확대
형법 제14조는 "정상의 주의를 태만함으로 인하여 죄의 성립요소인 사실을 인식하지 못한 행위는 법률에 특별한 규정이 있는 경우에 한하여 처벌한다."고 하여 과실범을 예외적으로 처벌함을 규정하고 있다.(현행형법이 인정하고 있는 과실범으로는 실화죄 등 8개 범죄뿐이다.) 그러나 군형법은 그 자체가 군인이라는 신분을 가진 자에게만 적용됨이 원칙이므로 일종의 업무상 과실범으로서 중한 주의의무를 요구함과 동시에 과실범의 유형을 확대하고 있다. 즉 군용물에 관한 죄 중 군용시설 · 노획물 등의 과실손괴를 벌하고, 군용물분실죄도 규정하고 있다.

#### 형벌의 준엄성
군형법은 군의 기율과 질서를 유지하고 전투력을 보존하기 위하여 군사범죄에 대하여 일반형법보다도 가중한 형벌을 규정하고 있다 즉 군형법상의 법정형은 사형 · 징역 · 금고가 대부분이며, 일반형법과 동일한 유형에 대하여도 위와 같은 목적을 위하여 형을 가중하여 규정하는 것이 일반적이다. 예를 들면 군형법 제48조 상관에 대한 폭행 · 협박죄는 일반폭행죄에 비하여 훨씬 중한 형을 규정하고 있다.

### 군형법의법원(法源)

#### 군형법과 죄형법정주의
특별형법으로서의 군형법에도 죄형법정주의가 적용됨은 부언할 필요가 없다. 따라서 군사범죄를 저지른 군인도 역시 국민의 한 사람으로서 그의 기본적 인권을 최대한 보장해 주어야 하는 것이며, 이를 위하여 군형법도 역시 죄형법정주의라는 대원칙 하에 서지 않을 수 없다. 다만, 군형법은 군사범죄라는 특별한 범죄유형을 대상으로 하고 있으므로 일반형법에 비해 죄형법정주의와 상충될 가능성이 클 것이다. 형법의 대원칙 중 하나인 죄형법정주의를 완전히 형해화시키는 상충은 금지된다.
다음은 군형법상 규정 가운데 문제가 되는 것들이다.

##### 보충적 이적죄의 문제
군형법 제14조 제8호는 "그 밖에 대한민국의 군사상 이익을 해하거나 적에게 군사상 이익을 공여한 사람"을 일반이적죄의 하나로서 규정하고 있다. 이 조항의 문제점은 "대한민국의 군사상 이익을 해하거나 적에게 군사상 이익을 공여한 사람"이라는 것이 지나치게 추상적이어서 형법해석의 여러 방법에 의해서도 가벌범위에 대해 해석적용자를 제약할 수 없을 정도로 그 내용의 명료성과 형식의 명정성을 읽고 있지 않는가 하는 부분이다. "대한민국의 군사상의 이익을 해한 사람"이라고만 규정함으로써 규범적 구성요건표지의 내포와 외연이 어디까지 미칠 수 있는지가 법문 그 자체의 전체적인 구조나 취지로부터 도출될 수 없고, 전적으로 해석적용자의 판단에 내맡겨져 있다고 볼 수 있다.

##### 백지형법의 문제
백지형법이란 형벌의 전제가 되는 구성요건의 전부 또는 일부의 규정을 다른 법이나 명령 · 고시 등으로 보충해야 할 공백을 가진 형벌법규를 말한다. 이에 관한 전형적인 예가 바로 군형법 제47조의 명령위반죄이다. 동조는 "정당한 명령 또는 규칙을 준수할 의무가 있는 사람이 이를 위반하거나 준수하지 아니한 때에는 2년 이하의 징역이나 금고에 처한다."고 규정하고 있으므로, 범죄의 내용을 명령이나 규칙에 위임한 백지형법이라고 할 수 있다. 백지형법은 그 위임사항이 특정되고 일정한 제한이 있는 경우에는 죄형법정주의에 반하지 아니한다는 것이 통설이다.
그러나 명령위반조의 경우에는 구성요건의 내용이 '정당한 명령 또는 규칙'으로서 극히 포괄적이므로 명령계통이 주종을 이루는 군사회에서 군인의 행위 대부분이 형벌적 평가의 대상이 되어버릴 위험이 있고, 그 명령과 규칙이 누구의 권한에 의하여 어떠한 사항에 대하여 어떠한 범위 내에서 제정되어야 하는가에 대하여 전혀 제한이 없으므로, 위 백지형법이론에 의하더라도 죄형법정주의상 문제가 있다.

#### 군형법의 법원

##### 군형법전
군형법에 대한 가장 기본적인 법원은 역시 군형법전(2016.11.30. 법률 제14183호)이다. 군형법전은 군사범죄에 관한 범죄유형을 거의 포괄하고 있을 뿐만 아니라, 군형법의 특색을 가장 분명히 나타내고 있다.

##### 형법전
형법전(2016.12.20. 법률 제14415호)은 형법의 중심이 되는 법원으로서 형법총칙에 관한 규정은 타법령에 특별한 규정이 없는 한 타법령에 정한 죄에도 적용되므로 군형법에서도 역시 총칙적인 지위를 가지며, 군인이 군형법에 규정되지 않은 범죄를 범한 경우에는 형법상의 범죄로 처벌받게 된다.

##### 기타의 법원
위의 것들 이외에 군형법의 법원이 될 수 있는 것으로는 계엄법(2017.7.26. 법률 제14839호), 국가보안법(2017.7.7. 법률 제13722호), 폭력행위 등 처벌에 관한 법률(2016.1.6. 법률 제13718호), 특정범죄가중처벌 등에 관한 법률(2017.3.28. 법률 제14474호) 등의 특별형법과, 군사기지 및 군사시설보호법(2016.9.1. 법률 제13796호), 군사기밀보호법(2015.9.1. 법률 제13503호), 군용물 등 범죄에 관한 특별조치법(2016.1.6. 법률 제13719호) 등 군형법에 대한 특별법이 있다.

### 군형법의 효력

#### 군형법의 시간적 적용범위

##### 행위시법주의 원칙
군형법이 어느 대 행하여진 범죄에 적용되는가의 문제를 시간적 적용범위(Zeitliche Geltung des Strafrechts)라 한다. 군형법에는 이에 관한 명문규정이 없기에 형법총칙의 일반규정이 적용된다.
원칙적으로 형벌법규는 시행시부터 폐지시까지 그 효력을 가진다. 형법 제1조 제1항도 "범죄의 성립과 처벌은 행위시의 법률에 의한다."고 규정하여 행위십버주의를 천명하고 있다. 이는 행위자가 예측할 수 없는 법률로 처벌받지 않게 하려는 죄형법정주의의 당연한 원칙이다. 개인의 자유와 인권을 보장하기 위한 소급효금지의 원칙은 군형법의 시간적 효력에서 행위시법주의로 나타난다.

##### 행위시법주의의 예외
행위시법주의는 국가형벌권의 남용을 방지하여 행위자의 자유와 인권을 보장하는 데 그 목적이 있다. 따라서 형벌을 배제하거나 완화함으로써 행위자에게 유리한 소급입법의 적용(재판시법의 변경된 법률적용)은 죄형법정주의에 위배되지 않는다. 형법 제1조 제2항도 "범죄 후 법률의 변경에 의하여 그 행위가 범죄를 구성하지 아니하거나 형이 구법보다 경한 때에는 신법에 의한다."고 규정하여 행위시법주의의 예외를 인정하고 있다. 여기서 범죄 후란 행위종료 후를 의미하고 결과발생은 포함하지 않는다. 실행행위의 도중에 법률의 변경이 있어 실행행위가 신 · 구법에 걸에쳐 행하여진 때에는 실행행위는 신법 시행시에 행하여진 것이므로 행위시법인 신법이 적용된다. 형의 경중은 형법 제50조에 의하여 결정되고, 여기서의 형은 법정형을 의미하며 가중 · 감경할 형이 있을 때에는 가중 · 감경한 형을 비교하여야 한다.
범죄 후 여러 차례 법률이 변경되어 행위시법과 재판시법 사이에 중간시법이 있는 경우에는 그 가운데 형이 가장 경한 법률이 적용된다. 범죄 후 법령의 개폐로 형이 폐지된 경우에는 면소판결을 하도록 되어 있다.(형사소송법 제326조 제4호)

#### 군형법의 장소적 적용범위

##### 속인주의의 원칙
군형법도 제1조 제1항에서 "이 법은 이 법에 규정된 죄를 범한 대한민국 군인에게 적용한다."라고 규정하고, 제3항에서 " 다음 각 호의 어느 하나에 해당하는 사람에 대하여는 군인에 이 법을 적용한다."라고 규정하여 속인주의의 원칙을 선언하고 있다. 또한 군인 또는 준군인이 군형법 이외의 형벌법규를 위반한 경우에도 형법 제2와 제3조에 의하여 우리 형벌법규가 적용된다.

##### 보호주의의 가미
위와 같이 군형법은 속인주의를 원칙으로 하고 있으나 보호주의를 가미하고 있다.
군형법 제1조 제4항은 "다음 각 호의 어느 하나에 해당하는 죄를 범한 내국인 · 외국인에 대하여도 군인에 준하여 이 법을 적용한다."라고 규정하여 간첩죄, 유해음식물공급죄 등의 경우와 같이 일정한 군사법익을 침해하는 범죄에 대하여 누구에 의해 어느 곳에서 행하여졌는가를 불문하고 군형법을 적용하게 함으로써 보호주의적 입장을 나타내고 있다.

#### 군형법의 인적 적용범위
군형법은 군인 또는 준군인에게 적용되는 것이 원칙이므로 일종의 신분범이라고 할 수 있으나, 그러한 신분은 군형법의 적용범위가 군인이나 준군인에게 한정된다는 의미일뿐 형법상의 신분범과 같이 구성요건이 성립하기 위한 요건으로서의 신분이 아니므로 진정한 의미의 신분범이라고 할 수는 없다.

##### 군인
군인이라 함은 현역에 복무하는 장교, 준사관, 부사관 및 병(兵)을 말하는데, 전환복무(轉換服務)중인 병은 제외한다.(군형법 제1조 제2항) 여기서 현역이라 함은 징집 또는 지원에 의하여 실역에 복무함을 말한다.

##### 준군인
군형법 제1조 제3항은 일정한 자에 대하여는 군인에 준하여 동법을 적용하도록 하고 있다.

###### 군무원
군무원이란 전투 이외의 군무에 종사하는 문관인 국가공무원을 말하며, 군무원에는 1급부터 9급까지의 일반군무원과 고용직과 임시직의 특수군무원이 있으며, 고용군무원은 각군 및 직할기관에서 단순한 노무에 종사하는 자이고, 임시군무원은 전시 · 사변 또는 이에 준하는 국가비상사태의 경우와 그 직무가 임시적인 경우에 임용하는 자를 말한다. 군형법의 적용을 받는 군무원은 군무원인사법에 의하여 임용된 위 모든 군무원이 해당된다.

###### 군적을 가진 군의 학교의 학생 · 생도와 사관후보생 · 부사관후보생 및 병역법 제57조의 규정에 의한 군적을 가지는 재영중인 학생[8]
군적을 가진 학생 · 생도는 군형법의 적용을 받는다. 학생이나 생도는 문리상 동일한 의미이나 법률이 각 학교에서 수학하는 자를 생도라고 하므로(사관학교설치법 시행령 제2조), 사관생도와 사관후보생 및 부사관후보생을 제외한 군의 학교의 모든 피교육자를 학생이라고 할 수 있다.
한편 군적과 관련하여 생도는 당해 학교에 입학한 날로부터 군적에 편입된다.(사관학교 설치법 시행령 제28조) 여기서 사관후보생 · 부사관후보생이란 현역의 병적에 편입되어 있는 교육을 받고 있는 군간부후보생을 말한다.(병역법 제2조 제1항 제4호 전단 참조) 병역법 제57조의 규정에 의한 재영중인 학생이란 학생군사교육단 사관후보생 또는 부사관후보생 등을 말하며, 재영중인 대에 한하여 군형법이 적용된다.

###### 소집되어 실역에 복무중인 예비역 · 보충역 및 전시근로역인 군인
소집영장을 받고 지정된 장소에서 현실적으로 병역임무에 종사하는 자로서 소집이 해제될 때까지의 기간중에 있는 자를 말하며, 여기서 소집이란 예비역과 보충역 또는 전시근로역에 대하여 발할 수 있는 소집, 예를 들면 예비역 · 보충역에 대한 병력동원소집(병역법 제6장 제1절) · 병력동원훈련소집(병역법 제6장 제2절) · 전시근로소집(병역법 제6장 제3절) · 군사교육소집(병역법 제6장 제4절) 등이 있다.
예비역이란 현역을 마친 자와 병역법에 의하여 실역을 마치지 아니한 자로서 예비역에 편입된 자를 말하며, 보충역이란 병역판정검사를 받아 현역 복무를 할 수 있다고 판정된 사람 중에서 현역병입영대상자로 결정되지 아니한 자와 병역법에 의하여 보충역에 편입된 자를 말한다.(병역법 제5조 제1항 제2호 · 제3호, 제14조 제4항)
병역판정검사통지서 등과 현역 입영 또는 소집통지서를 받았으니 그에 응하지 아니한 자는 군의 지배권 하에 있지 아니하므로 군형법이 적용되지 아니하고 병역법상의 입영 기피 등이 처벌된다.(병역법 제87조, 제88조)

##### 내외국 민간인(비군인)
군형법은 원칙적으로 군인 또는 준군인에게만 적용되나 예외적으로 일정한 범죄는 내외국 민간인에 대해서도 적용된다.(군형법 제1조 제4항) 이것은 비군인에 의하여서도 군의 조직과 기능이 파괴 내지 침해될 수 있는 것이므로 일정한 범위에서 군형법을 적용하고자한 것이다. 내외국인에게 적용되는 군형법상의 범죄로는 군사상 기밀누설과 요새지 등에서의 간첩, 유해음식물공급, 초병에 대한 폭행 등, 군용물에 관한 방화 · 손괴 및 선박, 항공기의 복몰 · 손괴 등, 군용물 중 총포 · 탄약 · 폭발물에 대한 형법 제38장 내지 제41장의 죄, 외국의 군용물 및 군용시설에 대한 행위, 초소침범, 포로에 관한 도주원조죄 등, 군사상 기밀누설과 요새지 등에서의 간첩의 죄의 미수범, 초병에 대한 상해의 미수범, 초병에 대한 살인의 미수범, 군용물에 관한 방화 · 손괴 및 선박, 항공기의 복몰 · 손괴 등의 죄의 미수범, 포로에 관한 도주원조죄 등의 죄의 미수범 등이다.

## 군사법원법

### 군사법원법의 의의

#### 군 형사소송법으로서의 군사법원법
군인이나 군무원 등(경우에 따라서 민간인도 해당)에 대하여 국가가 형벌법규를 구체적으로 적용 · 실현하는 과정을 군 형사소송이라고 하며, 이와 같은 군 형사소송에 관한 절차를 규정하는 법률체계를 군 형사소송법이라고 할 수 있다.

##### 형식적 의미의 군사법원법
형식적 의미의 군사법원법이라 함은 특히 군사법원법이라는 명칭으로 제정 · 공포된 실정법 자체를 말한다.

##### 실질적 의미의 군사법원법
실질적 의미의 군사법원법이란 군 형사소송절차를 규율하는 모든 법률체계를 말하며, 그 주요한 것은 군사법원법에 규정되어 있으나 그 외의 각종 법률이나 규칙에 의하여 정해진 것도 있다.

#### 군 형사절차 법정주의
형사소송법이나 군사법원법에 의하여 국가형벌권을 실현함에 있어서는 불가피하게 개인의 기본권을 침해하게 되는 경우가 있다. 하지만 헌법 제12조 제1항으로부터 형벌권을 실현하는 절차에서 개인의 자유침해를 억제하기 위해서는 형사절차를 법률에 의하여 규정할 것이 요구된다. 이를 형사절차 법정주의라고 하며, 이러한 원칙은 군 형사절차에서도 당연히 적용된다.

#### 군사법원법의 법원(法源)
군 형사절차 법정주의로 인하여 군사법원법의 법원(法源)은 법률에 제한된다. 군사법원법의 법원으로서 가장 기본적인 것은 군사법원법이다. 그러나 이외에도 형사절차에 관한 많은 규정이 헌법에 포함되어 있을 뿐만 아니라 소송절차 등에 관한 대법원규칙 등이 제정되어 있다.
주요한 군사법원법의 법원(法源)으로서는 법원조직법 · 검찰청법 · 변호사법 · 군인사법 · 군법무관임용등에관한법률(이하 "군법무관임용법"이라 한다) · 형사보상법 · 형사소송법 · 군에서의 형의 집행 및 군수용자의 처우에 관한 법률 등이 있다.
특히 헌법에 포함된 군사법원법의 법원으로는 형사절차 법정주의 또는 적법절차의 원칙(제12조 제1항), 고문금지와 불리한 진술거부권(동조 제2항), 영장주의(동조 제3항), 변호인의 조력을 받을 권리(동조 제4항), 구속적부심사권(동조 제6항), 자백배제법칙과 자백의 보강법칙(동조 제7항), 일사부재리의 원칙(제13조 제1항), 신속한 공개재판을 받을 권리(제27조 제3항), 피고인의 무죄추정(동조 제4항), 형사보상청구권(제8조), 법원의 조직과 권한(제101조 내지 제108조), 재판공개의 원칙(제109조), 군사법원에 관한 규정(제110조) 등이 있다.

#### 군사법원법의 연혁

##### 우리나라 고유의 군 형사소송제도
고래로 군의 형법을 군법 또는 군령이라고 하였을 뿐 재판기관에 대하여는 따로 설치된 것은 없었으며, 단지 지휘관의 독점적인 권한행사로 군형벌권이 행사되었다. 우리나라에서의 최초의 군 형사소송절차로서의 군사법원은 1904년 군무대신 직속의 육군법원의 설치에서 비롯된 것이라고 할 수 있으나, 이 또한 경술합방 후에 국체와 함께 없어지고 말았으며, 현행 군사법원법과 같은 법적 체계를 갖추게 된 것은 해방 후의 일이다.

##### 미 육군 전시법의 계수
1945년 해방과 더불어 우리나라는 미군정 하에 들어가게 되었으며, 1945년 11우러 13일 재조선 미국 육군사령부 군정청 법령 제28호에 의하여 조선군정청 국방사령부가 설치되고, 이어서 다음 해인 1946년 1월 15일 미군정법령 제86호에 의하여 조선경비대와 조선해양경비대가 각각 창설되었으며, 이의 조직과 운영을 위하여 조선경비법이 제정 · 공포되었으나 많은 문제점이 발견되어 이를 시정하기 위하여 1948년 7월 5일 국방경비법이 제정 · 공포되었다. 국방경비법은 군사범죄에 관하여 실체적 규정과 절차적 규정을 함께 규정하는 제3편 군법회의법에서 규정하였다. 그러나 국방경비법은 미 육군전시법을 그대로 모방한 것이었으므로 법체계상 많은 미비점을 가지고 있었을 뿐 아니라 우리 군의 실정과도 조화되지 못하여 실제 운영상의 모순과 곤란이 많이 노정되었지만, 어쨌든 이로서 우리의 군사법은 미국의 군사법제도를 계수하는 것으로 그 시작을 하게 되었던 것이다.

##### 군법회의법의 제정
국방경비법은 그 연혁상에서 보면 헌법보다 일직 존재하였던 것인데, 1948년 7월 17일 제정 · 공포된 헌법에도 군법회의의 존재 근거가 없다가 1954년 11월 29일자 제2차 개정헌법 제83조의 2에 의하여 비로소 헌법적 근거를 부여받게 되었다.
한편 제정시부터 우리나라의 법체계에 비추어 많은 결함을 내포하고 있던 국방경비법은 6 ·25 사변을 거치면서 그 해석 등에 있어서 많은 문제점이 있음이 발견되어 1952년 국방부 주관 하에 새로운 군법회의법 제정작업이 시작되었다. 이후 1961년 5 · 16 이후 국가재건최고회의에서 법령정비사업의 일환으로 1962년 1월 20일 법률 제1004호로서 군법회의법이 제정 · 공포되었다. 이로서 종래 실체법과 절차법이 함께 규정되었던 국방경비법과는 그 체계를 달리하여 실체법과 절차법을 분리하여 그 절차를 군법회의법에서 규율하게 함으로써 일반형사법의 체계와 보조를 같이 하게 되었다.
군법 회의법은 그 형식이나 내용면에서 1921년의 일본의 육군 군법회의법과 해군 군법회의법을 본다고 1950년의 미국의 통일군사법전을 계수한 국방경비법상의 군법회의제도가 참작되어 이루어진 것이다.

##### 군사법원법으로의 전면개정
1987년 형사소송법이 인권보장적 제도와 적정절차를 위한 제도를 대폭 도입한 것에 보조를 같이하여 같은 해 12월 4일 법률 제3993호로서 현행 군사법원법의 탄생을 보게 되었다. 즉 군법회의법을 군사법원법으로 명칭을 바꾸는 한편, 전문을 대폭 개정 · 시행하여 오다가 사회변화 및 군의 발전추세에 따라 군사법원제도의 불합리한 요소를 개선함으로써 군사법원의 독립 및 군사법제도의 효율적인 운영으로 국민의 신속하고 공정한 재판을 받을 권리를 보장함과 동시에 군의 발전적 변화에 기여하려는 의미에서 6차례에 걸쳐 대폭 개정되어 시행되고 있다.
현행 군사법원법은 전문 536조, 부칙 10조로 구성되어 있으며, 제1편(제1조 내지 제47조)에서는 군사법원과 군검찰의 조직 및 권한에 관한 사항을, 제2편(제48조 내지 제468조)에서는 소송절차 일반에 관한 총칙적 규정과 제1심 소송절차 및 상소절차에 관한 사항을, 제3편(제469조 내지 제501조의 13)에서는 특별소송절차로서 재심과 비상상고, 약식절차 및 즉결심판절차에 관한 사항을, 제4편(제502조 내지 제533조)에서는 재판의 집행과 고나련된 방식과 절차에 관한 사항을, 마지막으로 제6편(제536조)에서는 형사소송비용법의 준용에 관한 사항을 각각 규정하고 있다.

##### 2017.7.7부터 시행 중인 개정군사법원법 주요 내용
개정군사법원의 가장 큰 특징은 군사법원의 독립 및 군 사법제도의 효율적 운영을 위한 전면적인 제도개편에 있으며 주요내용은 다음과 같다.
먼저 평시 사단급 단위로 운영되던 군사법원은 군단급 이상 제대로 설치 · 운영되며 그 설치부대 또한 법률로 명시하였다.(제6조 제2항)
다음으로 심판관 제도를 원칙적으로 폐지하였다. 즉 보통군사법원도 국방부 고등군사법원과 동일하게 군판사 3명으로 재판부를 구성하되, 관할관이 지정한 사건에 한하여 심판관을 재판관으로 하며, 관할관이 지정한 사건 또한 군형법 및 군사기밀보호법에 규정된 사건 중 고도의 군사적 전문지식과 경험이 필요한 사건으로 한정하였다.(제26조 제1항, 제27조의 2)
또한 관할관 확인감경권의 대상과 범위를 대폭 축소하여 무죄, 면소, 공소기각, 형의 면제, 형의 선고유예, 형의 집행유예, 사형, 무기징역 또는 무기금고의 판결을 제외한 판결에 대해 확인권을 행사하고, 감경권 행사 대상도 작전 등 업무를 성실히 수행하는 과정에서 발생한 범죄로 한정하며, 그 범위도 3분의 1 미만으로 제한하여 군사재판의 공정성과 투명성을 제고하였다.(제379조 제1항)
그 외 검찰관의 명칭을 '군검사'로 변경하고, 수사의 공정성 확보를 위하여 필요한 경우에는 상급부대 보통검찰부를 수사관할을 이전할 수 있도록 하였다.(제36조 제7항)

### 군사법원법의 기본구조와 특질

#### 군사법제도의 이념
형사절차의 본연의 역할은 실체법에서 발생하는 국가형벌권을 구체적으로 실현하는 것으로 객관적 진실을 발견하여 범죄 혐의의 유무를 명백히 하는 것이다. 이러한 의미에서 형사소송은 실체진실을 발견하는 것을 최고이념으로 한다. 군형사절차 역시 적용대상자만 달리할 뿐 일반 형사소송절차와 그 목적은 같다. 따라서 형사소송의 기본이념에 관한 논의는 군형사절차에서도 동일하게 적용된다.
군형사절차를 일반 형사절차와 별도로 마련한 것에 대하여 헌법재판소는 "군사법원을 특별법원으로 설치할 때에는 군대조직 및 군사재판의 특수성을 고려하고 군사재판을 신속, 적정하게 하여 군기를 유지하고 군 지휘권을 확립하기 위한 것"이라고 판시하였다. 헌법재판소의 결정 이후 일부학자와 실무자는 군기강 확립 또는 지휘권 보장을 군사법제도의 이념으로 논하고 있다.

#### 군사법원법의 기본구조
현행 군사법원법은 일반형사소송법과 마찬가지로 당사자주의와 직권주의를 절충한 체계를 가지고 있다고 할 수 있다. 즉 영미법체계의 당사자주의에 입각하여 인권옹호에 관한 여러 규정, 즉 증거법칙의 엄격화, 공판중심주의 등을 채택하는 한편, 대륙법체계에 입각하여 증거조사에 관한 법원의 직권행사, 당사자의 증거신청에 대한 법원의 재결권, 자유심증주의 등을 인정하고 있다.
따라서 군사법원법을 이해하는 데 있어서 직권주의와 당사자주의를 어떻게 조화시키는가 하는 근본문제를 선행시키는 것이 필요하다. 다시 말하면 인권옹호와 공익의 유지라는 두 가지 상충가능한 명제를 어떻게 조화시키는가 하는 것이 군형사소송의 운용상 최대의 관건이라 할 수 있다.

#### 군사법원법의 특질
군사법원법의 규정내용을 보면, 제1편의 군사법원 및 군검찰, 제5편 전시 · 사변시의 특례를 제외하고는 일반형사소송법의 체제와 형식을 그대로 따르고 있다. 그러나 군사법원법은 군대라는 특수한 조직체가 군기의 유지와 전투력의 보존발휘를 위하여 필요로 하는 군형벌권을 구체적으로 실현하기 위한 절차적 규정이므로 일반형사소송법과는 다른 몇 가지 특성을 가지고 있다. 그 중에서도 특히 군조직의 특수성과 존립목적을 잘 반영하고 있는 몇 가지를 논술하여 보기로 한다.

##### 관할관 제도
관할관이란 군사법원이 설치된 부대의 장을 말한다. 관할관은 군사법원제도의 필수적인 구성부분이므로 군사법원을 설치 · 운영하고 있는 국가는 군사법에 대한 관여의 폭과 정도는 차이가 있을지 몰라도 대부분 관할관 제도를 두고 있다.
군대의 존립목적인 전승을 확보하기 위해서는 평시부터 지휘관의 명령이 조직 속에 철저히 침투 · 이행되어야 하며, 엄정한 군기확립이 되어 있어야 한다. 이를 우리 법체게는 지휘관에게 징계권과 함께 형벌권행사수단을 부여하고 있다. 즉 군사법원을 군내부에 설치하여 지휘관이 군삽버원의 관할관이 되어 형사벌부과과정에 어느 정도 영향력을 미치게 함으로써 사실상 형벌권까지를 행사할 수 있는 제도적 효과를 거두게 하고 있는 것이다.
현행 군사법원법상에는 위와 같은 군사상 필요에 부응하기 위하여 관할관에게 첫째 군사법원의 재판관을 지정하고(제25조 등) 심판관을 임명하며(제24조), 둘째 군검찰사무를 관장하고 소속 군검사를 지휘 · 감독하며(제40조), 셋째 재판에 있어 판결을 확인할 수 있는 권한을 가지고 일정한 경우에 판결의 내용에 대하여 실질적 변경(감경)까지 가할 수 있는(제379조) 등 광범한 권한을 부여하고 있다.
그러나 한편 군사법원도 일반형사절차와 마찬가지로 국법질서 내의 형사절차로서 범죄에 대한 유무죄의 판단과 이에 따른 적정한 형의 양정을 통하여 법의 구체적 정의를 실현하는 것이므로, 실체적 진실주의, 신속한 재판, 절차진행과정에서의 피의자 · 피고인의 인권보장을 위한 적정절차의 보장이라는 형사사법적 정의를 중시하지 않을 수 없다. 따라서 군사법원제도에 있어서 관할관의 권한행사는 자의적이거나 무제한적인 것이 될 수 없고, 지휘관 보장이라는 목적과 형사사법적 정의실현이라는 목적은 서로 긴장관계에 위치하면서 상호 보완되고 조절되어야 할 상대적 가치라 할 것이다. 아무튼 이러한 관할관 제도는 일반형사소송법에서는 찾아볼 수 없는 군 특유의 강력한 권한집중적 현상이라고 할 수 있다.

##### 심판관 제도
개정 전 군사법원법에 의하면, 군사법원의 재판관은 군판사와 심판관으로 구성되고(제22조 제3항), 여기에서 심판관은 일반법원의 법관과는 달리 법률전문가로서의 특수한 자격을 필요로 하지 아니하고 법에 관한 소양이 있는 자로서 재판관으로서의 인격과 학식이 충분한 장교 중에서 관할관이 임명하도록 되어 있는바(제24조), 이는 독일의 참심제와 유사한 성격을 가진 것이라고 볼 수 있다. 이러한 입법근거는 법률이라는 전문적 지식에 치우치지 아니하고 일반 장교의 정의관을 재판에 관여시킴으로써 군의 실정이나 군사작전체제에 부합하는 재판을 도모하고자 하는 데 있는 것이라고 보는 것이 일반적이다.
그러나 개정 군사법원법은 심판관 제도를 원칙적으로 폐지하여 보통군사법원의 경우에도 군판사 3명으로 재판부를 구성하되, 관할관이 지정한 사건에 한하여 심판관을 재판관으로 임명하도록 함으로써 사실상 심판관 제도는 폐지되었다.(제26조)

##### 비상계엄 하의 단심제
헌법 제110조 제 4항은 "비상계엄 하의 군사재판은 군인 · 군무원의 범죄나 군사에 관한 간첩죄의 경우와 초병 · 초소 · 유독음식물 공급 · 포로에 관한 죄 중 법률이 정한 경우에 한하여 단심으로 할 수 있다. 다만, 사형을 선고한 경우에는 그러하지 아니하다."라고 규정하고 있고, 이에 따라 군사법원법 제534조는 군사법원법상의 상소규정의 적용이 배제되는 경우를 제한적으로 열거해 놓고 있다. 이러한 규정을 둔 이유는 비상계엄시와 같은 긴급한 상황에서는 군 형사소송절차도 군사작전체제와 마찬가지로 신속 · 기민하게 처리될 필요가 있기 때문이다. 그러나 이 경우 비록 헌법에 그 근거가 있긴 하지만 대법원에의 상소를 제한한다는 측면에서 본다면, 국민의 기본권의 하나인 재판청구권에 대한 중대한 제한이라는 비판이 지속적으로 제기되고 있으며, 이에 최근 군사법제도 개선의 주요 내용으로 포함되어 개정여부를 논의 중에 있다.

### 군사법원법의 적용범위

#### 물적(物的) 적용범위
군사법원법은 군사법원에 재판권이 있는 모든 형사사건에 적용된다. 그러나 군사법원은 일반형사소송과는 몇 가지 다른 특질을 가지므로 헌법 제27조 제2항에서 군인 또는 군무원이 아닌 국민은 군사법원의 재판을 받을 경우를 제한적으로 규정하고 있다.(일반인의 군사재판을 받지 아니할 권리) 또한 군사법원은 형사재판권만을 가지고 있으므로 군인간의 민사적 분쟁이나 행정소송, 헌법재판권 등이 없음은 물론이고, 징계사건에 대하여도 재판권을 행사할 수 없다.

#### 인적 적용범위

##### 군사법원의 재판권
군사법원은 다음과 같은 자가 범한 죄에 대하여 재판권을 가진다.

###### 군인  ·  준군인
군사법원은 대한민국 군인, 군무원, 군적을 가진 군의 학교의 학생 · 생도와 사관후보생 · 부사관후보생 및 병역법 제57조에 따른 군적을 가지는 재영중인 학생(R.O.T.C.), 소집되어 실역에 복무하고 있는 예비역 · 보충역 및 전시근로역인 군인이 범한 죄에 대하여 재판권을 가진다.(제2조 제1항, 군형법 제1조 제1항 내지 제3항) 또한 군사법원은 군인 및 준군인이 그 신분취득 전에 범한 죄에 대하여도 재판권을 가진다.(제2조 제2항)

###### 일정한 경우의 민간인
헌법 제27조 제2항은 군인 또는 군무원이 아닌 국민은 중대한 군사상 기밀 · 초병 · 초소 · 유독음식물공급 · 포로 · 군용물에 관한 죄 중 법률이 정한 경우 군사법원의 재판을 받을 수 있다고 규정하고, 위 헌법규정에 따라 군형법 제1조 제4항은 구체적인 각 조항을 열거하면서 그 죄를 범한 내외국인에 대하여 군형법을 적용한다고 규정하고 있으며, 군사법원법 제2조 제1항 제1호는 군형법 제1조 제4항에 규정된 자에 대하여 군사법원이 재판권을 가진다고 명시하고 있다. 다만, 최근 헌법재판소는 舊 군사법원법(1987.12.4. 법률 제3993호로 개정되고, 2009.12.29. 법률 제9841호로 개정되기 전의 것) 제제2조 제1항 제1호 중 '舊 군형법(1981.4.17. 법률 제344호로 개정되고, 2009.11.2. 법률 제9820호로 개정되기 전의 것) 제1조 제4항 제4호' 가운데 '舊 군형법 제69조 중 전투용에 공하는 시설의 손괴죄를 범한 내국인에 대하여 적용되는 부분'은 헌법에 위반된다고 결정하였다.

###### 비상계엄이 선포된 경우
헌법 제27조 제2항은 비상계엄이 선포된 경우 군인 또는 군무원이 아닌 국민도 군사재판을 받을 수 있음을 명시하고 있으며, 계엄법은 군사법원이 재판권을 가지는 죄를 열거하고 있다. 다만, 이 때에도 계엄사령관은 필요한 경우에는 관할법원으로 하여금 이를 재판하게 할 수 있다.(동법 제10조 제1항) 또 비상계엄지역 안에 법원이 없거나 당해 관할법원과의 교통이 차단된 경우에는 모든 형사사건에 대한 재판권을 군사법원이 가진다.(동법 제10조 제2항)

###### 국군부대가 관리하고 있는 포로
군사법원법 제2조 제1항 제2호

##### 재심과 군사법원의 재판권
군인 또는 준군인이 군사법원에서 확정판결을 받은 후 그 신분을 상실하였을 경우, 재심청구에 대한 재판권은 같은 심급의 일반법원이 가진다.

##### 재판권의 경합
일반국민이 군사법원에 재판권이 있는 범죄 이외에 일반법원에 재판권이 있는 다른 범죄를 범한 경우에 관할을 병합할 수 있는가에 관한 논의가 있다. 형사소송법과 군사법원법에는 관할을 병합하는 경우는 규정하고 있으나 재판권이 상이한 경우에는 이송만을 규정하고 있고, 군사법원과 일반법원 사이의 병합에 관한 규정은 없다.
이에 대하여 군사법원이 일반사건도 병합하여 심리할 수 있다는 견해와 일반법원과 군사법원이 각 재판권이 있는 범죄에 대하여 별도로 재판을 하여야 한다는 견해가 대립되어 왔으며, 종례 대법원 판례는 군사법원은 초소침범죄를 범하여 군사법원의 재판권이 있는 자의 다른 공소사실에 대하여도 재판권을 가진다고 판시하여 군사법원의 재판권을 인정하는 취지로 판시한 적이 있었다.
그러나 최근 대법원은 전원합의체 결정을 통하여 "일반 국민이 특정 군사범죄의 일반범죄를 동시에 범하고 하나의 사건으로 기소된 경우, 특정 군사범죄에 대해서는 군사법원이, 일반범죄에 대해서는 일반법원이 각각 재판권을 행사해야 된다."는 취지로 판시하여 기존의 견해를 변경하였다.

#### 시간적 적용범위
군사법원법도 다른 일반법률과 마찬가지로 그 시행시부터 폐지시까지 효력을 가진다. 구법(국방경비법이나 해안경비법 등) 하에서 소송절차가 개시된 후 법률의 변경으로 신법이 시행된 경우의 경과조치에 관하여는 동법 부칙(제2조)에 규정되어 있다.

#### 장소적 적용범위
군사법원법은 대한민국의 영토 내에서 발생하는 사건으로 군사법원의 재판권이 있는 경우에 적용된다. 대한민국 영토 내에서도 국제법상 군사법원법이 적용되지 않는 경우도 있다.
군사법원법은 대한민국 내에서 적용되는 것이 원칙이나 국군이 파병된 주둔국에서 국군에 대한 형사재판권을 행사하기 위하여 군사법원법의 적용이 필요한 경우도 있다. 국제법 원칙에 의하면 어느 나라에 주둔하는 외국군대의 구성원은 국가면제를 누리지 못하고 영토국인 접수국의 관할권에 속하게 된다. 다만, 파견국과 접수국의 공동방위를 위하여 외국군대가 주둔한다는 점과 군대 내의 지휘조직과 규율을 고려하여 파견국과 접수국간의 협정에서 형사재판권의 일정한 배분과 협력을 규정할 수 있다.

## 군사행정법

### 의의
협의의 군사행정과 군령을 포함하는 광의의 군사행정을 규율하는 법규 전체를 군사행정법이라 하고, 이에는 군사행정조직법과 군사행정작용법, 군사행정구제법이 포함된다.
군사행정조직법은 국군의 조직과 편성에 관한 법으로서 군사행정기관조직법과 군공무원법을 포함한다.(형식적 의미의 법률로 정하도록 되어있다)(헌법 제74조 제2항)
군사행정작용법은 병력의 취득 · 유지와 통수에 관한 법으로서 국방을 위하여 국민에게 명령 · 강제하고, 인적 · 물적 부담을 과하며, 군대를 관리하고, 이를 통수하는 작용에 관한 법규의 전체를 말한다. 이에는 군사권력작용(병역의무부과 · 군사부담)과 군사비권력작용(군사관리작용 · 사경제적 작용)이 포함되어 있다.
군사행정구제법은 위법 · 부당한 군사행정작용으로 인하여 침해된 국민의 권리구제와 관련된 법으로서, 국민의 기본권 보장과 법치행정의 원칙을 담보하는 수단이 된다. 여기에는 행정상 손해배상과 손실보상을 내용으로 하는 국가보상제도와 행정심판 및 행정소송을 내용으로 하는 행정쟁송제도가 포함된다.

### 군사행정법과법치주의
법치주의는 행정법의 산모인 동시에 그 기본원리가 되고 있다. 제도적 의미에 있어서의 법치주의는 근대입헌국가에 이르러 자유주의적 정치원리로서의 권력분립원리를 바탕으로 대의기관에 의한 법률의 제정, 법률에 의한 행정의 기속, 법률의 적용을 보장하는 재판 제도 등을 가짐으로써 인권보장의 목적을 달성하려는 제도이며, 경찰국가체제에 대립되는 개념이다.
이러한 법치주의원리는 법률의 우위, 법률의 유보, 법률의 법규창조력을 내용으로 하는 형식적 법치주의가 행정권의 발동이 법률에 의한다고 하는 형식절차만을 문제로 하고, 행정과 법률의 실질적 내용을 불문하게 되어 독재국가이론을 뒷받침한 역사적 교훈을 되살려 법규의 이념과 실질적 내용이 국민의 기본적 인권을 최대한 보장하도록 하고(헌법 제10조 이하), 헌법의 직접적 기속과 법률 및 법의 기속의 원칙이 확립되어야 한다는 실질적 법치주의로 전환되게 되었다.
우리 헌법도 이러한 이념 아래 법과 행정과의 관계에 관하여 행정권의 발동은 법률의 수권이 잇어야 한다는 원칙(국유재산법, 국가재정법, 정부조직법, 국군조직법 등), 집행과 행정상 입법을 포함한 행정권의 발동은 그 내용 · 절차 · 형식 · 범위 등에 관하여 법규가 구체적인 규정을 두어 행정을 기속해야 한다는 법률기속의 원칙, 그리고 이러한 법치주의를 위한 제도적 보장으로서 위헌법률심판제도와 행정구제제도를 확립하고 있다. 군정에 관하여도 이러한 원리는 최대한으로 유지되고 있다.

### 군사행정법의 특질
민법을 비롯한 기타 다른 법분야와 비교하여 일반행정법이 가지는 특질로서 자유재량성 · 획일평등성 · 강행성 · 기술성 · 명령성을 들고 있다. 이러한 특성은 군사행정법의 분야에서도 동일하게 열거 · 설명된다. 그러나 군사행정분야에서는 통치행위적 · 특별권력관계적 특질이 국방이라는 국방목적적 성격과 함께 작용하여 일반행정법의 특성과 다른 특성을 보여 주고 있다. 또한 강제 · 배상 등에 관해서도 여러 가지 다른 특성을 보여 주고 있다.

#### 자유재량성(自由裁量性)
장래에 향하여 구체적인 국가목적을 실현함을 직접목적으로 하는 행정은 사법(司法)에 비하여 그 법규적 기속의 정도가 완화되어 왔음을 부인할 수 없지만, 행정의 사법화라는 경향을 보여 오고 있음도 사실이다. 그러나 국민의 기본권은 국방목저이 달성되지 않으면 전적으로 유린 · 무시될 위험이 있는 현실에서 직접 용병 · 작전작용은 물론, 이와 밀접한 관련을 갖는 군사행정의 분야에서도 쟈유재량성이 비교적 광범하게 인정되고 있다.

#### 획일평등성(劃一平等性)
사법(私法)이 사적 자치를 원칙으로 하여 당사자의 의사를 존중함을 특징으로 하는 데 대하여, 행정법은 획일 · 평등하게 규율한다. 이러한 현상은 성문법주의와 행정주체의 일방적 처분원칙 하에서 나타난다. 특히 군사행정에 있어서는 일사불란한 행동이 절대로 필요하기 때문에 그 요구정도는 더 높다. 그것은 중간의 지휘계통을 밟는 사이에 군사행정의 성격이 변질되어 버린다면 신속 · 정확을 요구하는 군의 요구는 달성될 수 없기 때문이며, 또한 개별적 사정을 모두 고려할 수도 없기 때문이다.

#### 엄격한 강행성
군사행정법은 군사행정목적의 달성을 위하여 개개의 의사 여하를 불문하고 법규의 객관적 목적달성을 요구하는 바, 이를 위해서 강력한 시행, 즉 엄격한 강행성이 요구된다. 또한 그 강행성은 자력집형력뿐만 아니라 엄격한 군징계, 나아가 군형법에 의한 제재 등 강력한 강제방법에 의하여 뒷받침되고 있다.

#### 기술성
법을 윤리법과 기술법으로 나눌 수 있다면 행정법은 후자에 속한다. 따라서 군사행정법도 국방목적을 달성하려는 기술적 · 수단적 성질, 즉 편의 · 능률 · 확실성 등 합목적성의 고려에 의하여 지배되는 동시에, 공익과 사익의 공정한 조정을 추구한다고 할 수 있다. 다만, 군사행정법에서는 특별히 공익을 우선하는 경향이 강하다고 할 수 있다.

#### 명령성
사법(私法)은 법률상의 능력의 형성에 관한 것이 원칙임에 비하여, 행정법은 명령규정을 원칙으로 한다. 따라서 그 규정위반의 효과는 무효가 아니라 처벌이며, 특히 일반행정법의 분야에서는 징계사유에 불과한 것이 군사행정법과 관련하여서는 군형법상의 범죄로 처벌되는 경우가 있다. 이것은 국방목적이라는 군정작용의 성질, 엄격한 조직체계를 요하는 군대조직상의 특질, 그리고 무기라는 합법적 폭력수단을 취급한다는 군사작용상의 특질에서 기인되는 것이다.

#### 통치행위성
법원은 모든 행정처분의 위헌 · 위법 여부를 심사할 권한을 가지고 있다.(헌법 제107조 제2항, 법원조직법 제2조 제1항 및 제7조 제1항) 또한 헌법이 국민에게 재판청구권을 보장하고 있으므로(제27조 제1항), 사법적 심사에서 제외되어야 할 국가적 행위(이른바 통치행위의 관념)는 헌법 자체가 명문으로 규정하고 있는 경우(제64조 제4항)를 제외하고는 인정할 수 없다고 하겠다. 그러나 일정한 행위가 가지는 고도의 정치적 성격을 고려하여 그 행위를 사법적 심사의 대상으로 하지 아니하고, 정치적 비판의 대상으로 남겨 두는 것이 권력분립의 정신이라든가 사법권의 본질에 비추어 볼 때 타당하고 합목적적인 경우가 있다. 통설과 판례는 이러한 관점에서 통치행위의 관념을 인정하고 있다. 다만, 법치주의의 원칙상 통치행위라 하더라도 헌법과 법률에 위반되어서는 아니되고, 국민의 기본권 침해와 직접 관련되는 경우에는 사법심사의 대상이 될 수 있다.

### 군사행정법의 법원(法源)

#### 개설
법원(法源)이란 법의 존재형식을 말하는 것으로서 특정 법질서 속에서 '법으로 인식되어야 하는 것', 즉 행정권이 준수하여야 할 법의 인식근거를 의미한다. 따라서 군사행정법에 있어서의 법원은 군사행정 작용에 있어서 '행위규범'이자 '재판규범'으로서 모든 군사행정 작용의 '위법성'의 판단기준이 된다. 군사행정법의 법원은 예외적으로 불문법의 형식을 취하는 경우도 있으나, 특히 군사행정 분야에 있어서는 빈번한 군사집행관의 교체 때문에 법적 안정성 · 명확화 등을 통한 정책의 일관성 유지가 강력히 요청된다는 점에서 성문법(제정법)의 형식을 취하는 것이 원칙이다.
이처럼 군사행정법의 일반적 존재형식이 성문법주의이기는 하지만, 그 성문법이란 무수한 법령의 집합체에 지나지 않고 통일적 법전이 없다. 뿐만 아니라 그 법규들의 기준이 될 단일한 통치법도 제정되지 못하고 있다.

#### 성문법원
성문법원의 형식으로는 헌법, 법률, 조약, 명령, 자치법규 등이 있다. 이들 각종 형식의 법은 상호간에 단계적으로 상하관계를 형성하고, 전체로서 통일적인 법질서를 구성하고 있는데, 상위법은 하위법에 우선한다는 것과 신법은 구법에 우선한다는 것, 보통법에 대하여 특별법이 우선한다는 원칙이 작용된다. 그러나 이들의 구별이 명확하지 못한 경우도 많다.

##### 헌법
군사행정이라는 국가권력을 규율대상으로 하는 군사행정법의 영역에 있어서 국가권력에 대한 기본적 법규범인 헌법은 최고의, 최후의 법원으로 기능한다. 이와 같이 헌법은 대한민국의 통치권 전반에 걸친 근본조직과 근본작용을 규율하는 기본법인 까닭에 그 중에서 군사행정조직에 관한 규정(헌법 제74조 제2항, 제89조 제16호, 제91조, 제110조 등), 군사행정 작용에 관한 규정(제27조 제2항, 제74조 제1항, 제76조 제1항, 제77조, 제89조 제5호 · 제6호, 제126조 등) 등은 군사행정법의 법원 중 최고법원으로서의 지위를 갖는다. 따라서 헌법은 여타 규범의 해석규범이 되고, 이에 위반되는 법규범은 위헌통제의 대상이 된다. 헌법상 군사행정에 관한 기본원칙들은 입법자에 의해 법률의 형식으로 구체화된다.

##### 법률
법률이란 형식적 의미의 법률, 즉 국회가 헌법상의 입법절차에 따라 제정한 법규범을 말한다. 이러한 법률은 국회입법의 원칙(헌법 제40조)과 법률에 의한 행정의 원칙에 따라 군사행정법의 가장 중요한 법원이 된다. 특히 국군의 조직과 편성은 법률로 정하도록(헌법 제74조 제2항) 규정하고 있어(제96조와 비교) 군사행정조직의 경우에 상당한 범위까지 형식적 법률로 정하도록 명시되어 있는바, 이는 군사행정작용, 특히 군령작용은 그 신속 · 가변성의 요구로 말미암아 법적 통제가 사실상 용이하지 않기 때문에 특히 조직의 면에서 의회의 결정을 따르기로 한 것으로 보인다.(국군조직법, 국가안전보장회의법, 군사법원법)
이와 같은 법률은 행정입법(법규명령, 행정규칙)이나 자치법규(조례, 규칙)보다 상위의 효력을 지니나, 긴급명령, 긴급재정 · 경제명령 등은 예외적으로 법률과 동일한 효력을 갖는다.(헌법 제76조 제1항, 제2항)
국민의 권리 · 의무와 관련하여 기본적이거나 중요한 사항은 법률로 정하여야 하고(중요사항유보설, 의회유보설), 국민의 기본권 제한은 법률에 근거하여야 한다.(헌법 제37조 제2항) 또한 행정권에 포괄적인 위임을 해서도 아니된다.(헌법 제75조)

##### 국제조약 · 국제법규
국제조약은 그 명칭을 불문하고 널리 국가와 국가 사이 또는 국가와 국제기관 사이의 법적 효력이 있는 합의를 말하며, 국제법규는 우리나라가 당사국이 아닌 국제조약으로서 국제사회에서 일반적으로 구속력을 가지는 법규범을 의미한다. 따라서 국내법과의 효력관계에 관하여는 견해가 일치하지 아니하나, 헌법 제6조 제1항은 "헌법에 의하여 체결 · 공포된 조약과 일반적으로 승인된 국제법규는 국내법과 같은 효력을 가진다."고 하여 국제법규가 별도의 입법조치 없이 일반적으로 국내법으로 수용되는 것으로 규정하고 있으며, 이러한 국제법규 등이 군사행정에 관한 것일 때에는 군사행정법의 법원이 된다.
헌법은 국제법규가 국내법과 동일한 효력이 있다고 규정하고 있을 뿐이나, 통설은 국제법규는 헌법보다는 하위에 속하고 경우에 따라 법률 또는 명령과 동일한 효력이 있다고 본다. 즉, 헌법 제60조에 의해 국회의 동의를 받은 조약은 법률과 동일한 효력이 있으며, 이와 달리 국회의 동의를 받지 않은 조약은 명령과 같은 효력이 있다고 본다.

##### 행정입법(법규명령과 행정규칙)
오늘날 군사행정의 영역에 있어서도 고도의 전문성과 기술적인 판단이 필요하거나 사정변경에 따라 능동적 · 신축적으로 대처할 필요가 있는 사항들이 증가함에 따라, 법률에는 대강만을 정하고 세부적인 사항은 명령에 위임하는 경우가 늘어나고 있다. 이에 따라 행정입법(특히 법규명령)은 행정법의 법원으로서의 그 중요성이 부각되고 있다.
행정권에 의하여 정립되는 법규범으로서의 명령(법규명령)은 제정권자에 따라 대통령령과 총리령 · 부령으로, 법률의 위임여부에 따라 위임명령과 집행명령으로 구분된다. 이외에도 대통령의 긴급명령과 긴급재정 · 경제명령(이는 법률적 효력을 갖는다), 중앙선거관리위원회규칙, 국회규칙, 대법원규칙, 헌법재판소규칙 등이 있다. 법규명령은 행정주체와 국민간의 관계를 규율하는 법규범이라는 점에서 행정조직 내부에서만 적용되는 행정규칙과 구별된다.
행정규칙은 일반 · 추상적 규범이라는 점에서 법규명령과 동일하나, 행정조직 내부에서의 사무처리기준에 불과하여 대외적 구속력을 갖지는 못한다. 실무상 고시 · 훈령 · 지시 · 예규 · 규정 등이 여기에 해당한다. 그러나 행정공무원은 내부적으로 행정규칙을 따를 의무가 있어 이러한 행정규칙에 따라 행정사무를 처리할 수 밖에 없으므로, 적어도 사실상으로는 행정규칙이 외부적으로 효력을 미치고 있음을 부인할 수는 없다. 특히 행정청이 행정규칙을 위반하여 행정작용을 한 경우에는 행정규칙에 직접 대외적 구속력이 인정되지 않더라도 평등원칙을 매개로 한 자기구속의 법리에 위반된 것이 되어 당행 행정작용은 위법한 처분이 된다.
이와 관련하여 중요한 의미를 갖는 것으로 SOP(Standard Operation Procedure)를 들 수 있는데, 이것은 한 조직 내에서 일상적으로 요청되는 작전에 관한 모든 양상을 시행하는 데 준거가 되어야 할 절차를 규정한 일련의 지시서를 말하며, 한 군사조직 내에서는 시행되는 단 하나의 SOP만을 가지고 있는 것이 바람직하다. 그러므로 각 부대는 상급사령부에서 설정한 SOP와 일치하는 자체의 SOP를 만들어야 하는 것이다. 이는 법률에 의한 개별적 수권규정 없이 제정하고 규율대상이 특별권력관계 내부의 군인이라는 점에서 행정규칙으로 보는 것이 타당한다.

#### 불문법원
군사행정법분야에서는 아주 예외적이지만 관습법 · 판례법 · 조리법이 적용된다고 볼 수 있는 경우가 있다.

##### 관습법
국민간에 상당기간 관행으로 반복되고, 이 관행을 준수하는 것이 옳은 것이라고 국민일반에게 법적 확신으로 받아들여진 경우, 그러한 관행을 관습법이라고 한다. 행정법의 분야에서도 고나습법이 행정법의 법원이 된다는 설이 통설이다. 하지만 법치행정의 원칙상 성문법우위가 강조되어 그 실제 예는 극히 제한된 범위 내에서만 발견된다. 군사행정법의 분야에서도 에외적이지만 관습법이 행정선례법의 형식으로 성립할 수 있을 것이다. 행정선례법은 행정사무처리상의 관행이 상당히 오랫동안 반복됨으로써 성립되는 관습법으로서 신뢰보호의 관념에 기초하고 있으며, 행정잘차법 제4조 및 국세기본법 제18조 제3항이 행정선례법의 존재를 명문으로 인정하고 있다.

##### 판례법
행정사건에 관한 법원의 판결례는 추상적 법규의 내용을 구체적으로 명확히 하거나, 혹은 관습법의 존재와 내용을 명확히 하며, 혹은 조리를 적용하는 등 성문법규의 결함을 보충한다. 이러한 판례가 장래의 같은 종류의 사건에 관한 재판의 준거가 된다면 판례법으로서 행정법의 법원이 된다고 할 수 있는데, 영미법에서와 달리 대륙법계인 우리나라에서는 법률상의 판례구속성은 인정되지 않고 있다.(법원조직법 제8조)
그러나 실질적인 관점에서 판레는 사실상의 구속력을 갖는다고 할 수 있다. 대법원은 특히 법적안정성을 위하여 판레를 잘 변경하지 않는 경향이 있고, 더욱이 법원조직법 제7조 제1항 제3호는 대법원이 종전의 판례를 변경하는 경우 대법관 전원의 3분의 2 이상으로 구성되는 전원합의체에서 심판하도록 하고 있어 판례 변경이 더욱 어려운 경향이 있다. 따라서 하급심이 상금심의 판결을 따르지 않는 경우 하급심 판결은 상급심에서 파기될 우려가 높으므로 하급심은 상급심의 판결을 존중하는 경향이 있고, 이러한 이유로 오늘날 판례법의 법원성을 부인하는 견해는 거의 없다.

##### 조리법(條理法)
사물의 본질적 이치, 즉 사회의 정의감에 비추어 반드시 그러하여야 할 것이라고 인정되는 조리는 법해석의 기본원리로서, 또 성문법 · 관습법 · 판례법이 모두 존재하지 아니하는 경우에 최후의 보충적 법원으로서 중요한 의미를 가지고 있다.(민법 제1조) 뿐만 아니라 행정법에는 일반총칙적 규정이 없고, 행정 자체가 보잡다기하여 법규가 예상하지 못한 사태가 일어나는 일이 적지 아니하며, 법규 상호간에 횡적 통일이 안 되어 있는 까닭에 조리의 중요성이 강조되고 있다. 이러한 사정은 군사행정법 분야에서도 동일하다.
특히 행정법 영역에서 조리가 중요했던 이유는 성문법규로써 근거부여할 수 없는 행정통제 및 권리구제에 관한 근본적 법명제들을 궁극적으로 법의 근본이념으로서의 조리로 근거부여하기 위함이었다. 이러한 '법의 근본원리'의 대표적인 것은 비례원칙, 신뢰보호의 원칙, 행정의 자기구속의 법리, 부당결부금지의 원칙 등인데, 이들이 행정법 영역에서 일반적인 효력을 갖는다는 의미에서 '행정법의 일반원칙'이라고 부르기도 한다.

## 전쟁법

### 전쟁법의 의의 · 유형

#### 전쟁법의 의의
좁은 의미에서 전쟁법(Law of war)이란 전투행위(conduct of combat)와 전투로 인한 희생자의 보호(protection of victims of combat)에 관한 문제를 규율하는 국제법의 원칙과 법규를 말한다. 일반적으로 전쟁법이란 전쟁 혹은 무력충돌에 있어서 무력충돌 당사자 상호간의 적대관계를 규율하는 법으로서 전쟁에 호소하려는 것 자체를 규제하려는 법, 즉 전쟁금지를 효율적으로 실현하기 위한 전쟁방지법(jus ad bellum)과는 구별된다. 광의로는 교전국과 중립국 간의 관계를 규율하는 중립법을 포함하는 전시국제법과 같은 의미로 쓰이기도 한다. 전쟁법의 근본적 목적이 전투행위 자체의 규율이라기보다는 인간의 고통을 덜어 주고자 하는 인도적(humanitarian) 이유들을 목표로 한다는 점에서 '국제인도법'(international humanitarian law)이라고도 부른다. 전쟁법의 규율대상은 다양하다. 전투수행과 무력행사의 수단과 방법에 대한 규제에서부터 개전과 종전, 교전국과 제3국과의 관계, 그리고 전쟁희생자의 보호 등이 모두 여기에 포함된다.
전쟁 혹은 무력충돌에는 법적 규제가 따른다. 이 법적 규제는 두 가지 측면에서 이루어져 왔다. 그 하나는 전쟁이나 무력충돌 자체에 대한 법적 규제(jus ad bellum)이다. 이것은 바꾸어 말하면 전쟁이나 무력충돌의 적법성에 관한 문제이다. 다른 하나는 전쟁이 이미 발발하였거나 무력충돌이 발생한 경우, 이에 따른 문제에 대한 법적 규제(jus in bello)이다. 전통적인 전쟁의 적법성 문제는 제2차 세계대전 이후 UN 헌장의 채택과 Nuremberg 국제군사재판의 결과로 인하여 법적으로는 논의의 실익이 없게 되었다.
UN 헌장에서는 전쟁 대신에 '침략행위', '평화의 파괴', 그리고 '평화에 대한 위협'이라는 용어를 쓰고 있다. 이것은 형식상 또는 공식적인 의미의 전쟁과 실질적 또는 사실상의 전쟁까지를 금지한 것이다. 그러나 이미 침략전쟁의 위법성과 범죄성이 누차 재확인되어 왔음에도 불구하고, 사실상 아직도 국제적 무력충돌과 내전이 그칠 줄을 모르고 있다. 다만, UN 체제 하에서 자위를 위한 무력행사나 헌장 제7장에 근거한 강제조치 등 국제법상 합법성을 승인받고 있는 무력행사가 있고, 비록 위법한 전쟁이더라도 국제사회에서 현실의 무력충돌 가능성이 부인될 수 없다면 이와 같은 상황을 통제하는 법이 필요하게 된다. 즉 전쟁개시의 정당성을 규을하는 법(jus ad bellum)과 전쟁수행과정의 법(jus in bello)은 별개 차원의 것으로 이해되어야 한다.
전쟁법은 전쟁을 위법화하기 보다는 전쟁의 발생가능성을 줄이고, 전쟁으로 인한 비교전국과 일반국민의 고통을 축소시키며, 더 나아가 국제관계를 가능한 한 안정시키는 데 공헌하였다. 전쟁 그 자체의 재앙을 없앨 수 있다고 주장하기는 처음부터 불가능하였으므로, 적어도 불필요하고 가혹한 행위를 수행함에 있어 특정 '경기규칙'(rules of the game)을 준수할 것이 강요되는 것은 바로 교전자 상호간에 이익(principle of reciprocity)이 있기 때문이다. 이것이 국제법의 가장 중요한 부분을 구성하는 전쟁법의 근원인 것이다. 또한 전쟁법은 비록 불충분하다고 할지라도 문명생활의 지속성(continuity of civilized life)을 보장하는 데 있어서 기여하는 것이다. 개별 국가 내에서 그래 왔던 것과 마찬가지로 국제적 영역에서 이의 달성을 추구하기가 그렇게 쉬운 일이 아님은 말할 필요도 없다.

#### 전쟁법의 유형
전쟁법에 관한 조약체결이 시작된 것은 1860년대에 이르러서이다. 1864년에 Genenva에서는 전장에서 부상병들의 운명에 관해서, 그리고 1868년 St. Petersburg에서는 작열탄의 금지에 관한 국제회의가 각각 개최되어 조약이 체결되었다. 이들 조약들은 두 가지 독특한 경향을 나타내고 있다. 하나는 소위 "제네바법"(law of Geneva)이라고 부르는 것으로, 적군의 장악 하에 들어간 전쟁희생자의 상태에 관한 법규들이며, 다른 하나는 통상 "헤이그법"(law of The Hague)이라고 지칭하는 것으로 전쟁 그 자체의 행위와 전쟁에서 허용된 수단 및 방법에 관한 법규들이다.
그런데 1960년대 이후부터 UN은 무력충돌 시 주로 기본적 인권의 구현이라는 관점으로부터 무력충돌법에 관심을 갖기 시작하였다. 특히 1968년을 '인권의 해'(Human Rights Year)로 정하였고, 같은 해 UN총회는 결의를 채택하여 UN 사무총장에게 국제적십자위원회(ICRC)와 협의하여 무력충돌법의 발전과 재확인에 관한 연구를 수행할 것을 요구하였다. 그리고 이 결의로 인하여 지금까지의 전쟁법에 대한 상이한 조류는 하나의 방향으로 가속화되는 운동을 일으켰다. 각국 정부와 UN 기구 및 ICRC가 여기에 참가하였다. 이들의 토의의 논점은 헤이그법적 의미에서 전투규칙, 제네바법적 의미에서 전쟁희생자보호, 그리고 무력충돌에 있어서 인권의 국제적 보호관념의 증진이었다.
이러한 노력들은 1971년과 1972년 2차에 걸친 정부전문가회의(Conference of Government Expert)와 1974년에서 1977년에 이르는 4차에 걸친 외교관회의(Diplomatic Conference)로 나타났고, 마침내 1977년 6월 8일 2개의 추가의정서가 채택되었다. 이러한 새로운 전쟁법규의 성격은 기존의 2원적인 체계를 서로 혼합하고 있다는 점에서 별도의 법체계(혼합법, Mixed Law)의 유형으로 분류할 수 있다.

##### 헤이그법
헤이그법은 전투행위에 있어서 교전자의 권리와 의무를 결정하며, 해적수단의 선택에 제한을 가한다. 헤이그법은 주로 전투행위, 점령 및 중립의 개념이 포함된다. 헤이그법에는 네덜란드의 도시이름(헤이그)이 붙은 제 협약만이 포함된 것은 아니다. 전시에 특정 투사물의 사용을 금지한 1868년의 "St. Petersburg 선언"이나 질식성 · 유독성 등의 Gas와 세균학적 방법의 사용을 금지한 1925년의 "Geneva 의정서"는 여기에 속한다. 헤이그법에는 1899년 및 1907년의 헤이그 제 협약, 1923년 공전법규 초안, 특정무기에 관한 제 조약(St. Petersburg 선언, 1925년 Geneva 의정서, 1980년 특정 재래식 무기사용을 금지 또는 제한에 관한 협약 및 의정서 등)이 있다.

##### 제네바법
제네바법은 적대행위에 가담하지 않은 인원과 전투능력을 상실한 군사요원의 안전을 보호하려는 것이다. 제네바법은 1949년 이래 그 이름으로 된 이후

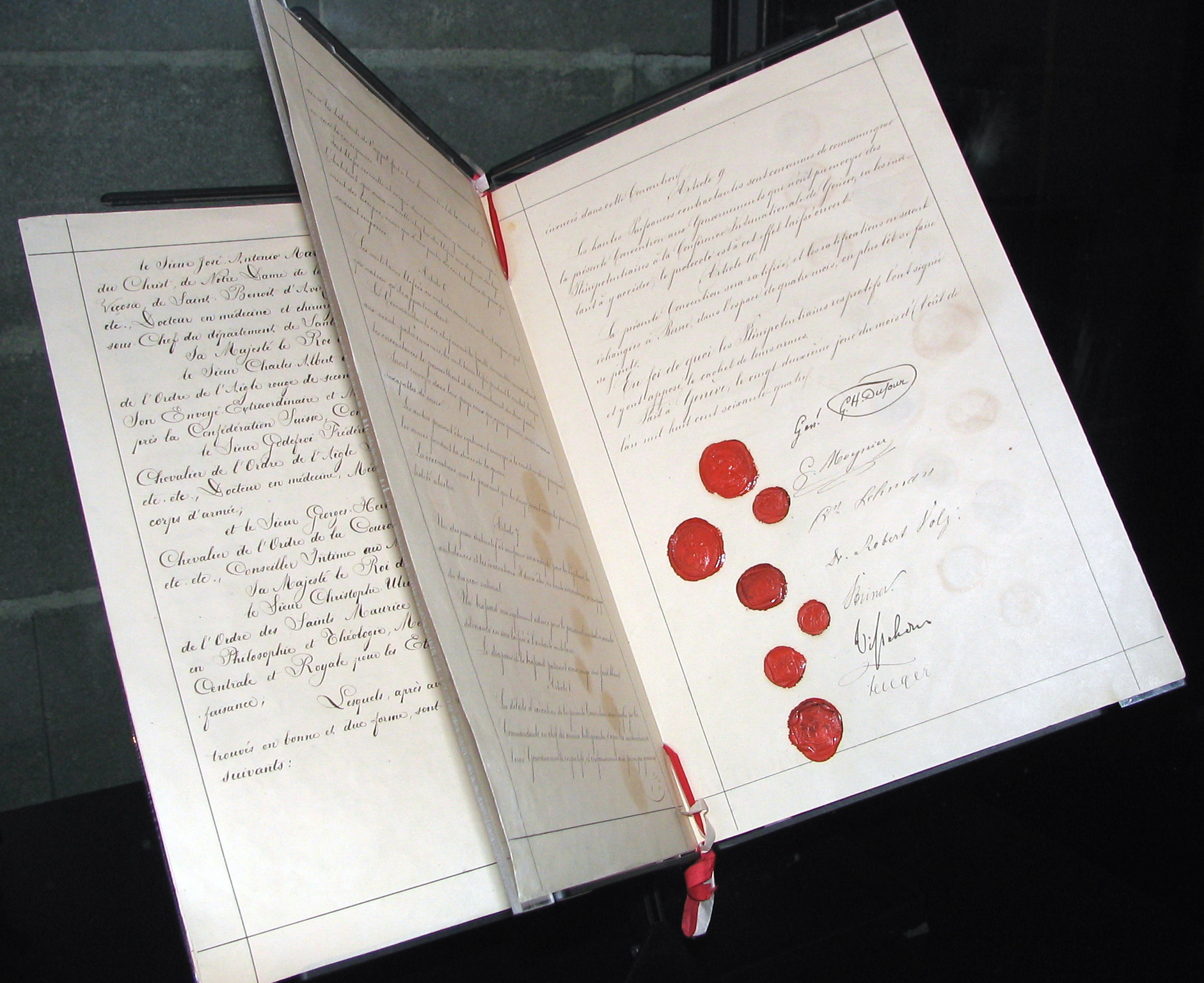
제네바 협약 본 문서

4개의 협약들에 의해 구체적인 형태를 띠게 되었다. 제네바법의 적용대상에는 전쟁포로 · 부상자 · 병자 · 난선자 등 무력충돌의 희생자가 된 자, 민간인 일반, 무력충돌의 희생자를 돌보는 자(특히 의무요원) 등이 포함된다. 제네바법은 문명과 평화의 제1차적 요소인 인도주의적 성격을 보다 정확히 나타내면서 적십자의 이상을 실체화하고 있다. 여기에는 국제적십자사의 역할이 개입되어 있다. 그러므로 제네바법을 때로는 적십자의 법이라고도 부른다. 제네바법에는 1864년, 1906년, 1929년의 제네바협약, 전 항의 협약을 개정하고 완성한 1949년의 제네바 4개 협약이 있다.
헤이그법과 제네바법 간의 명확한 차이는 점차 감소되고 있다. 그러나 두 법 간의 본질적인 차이는 전쟁법을 실제적으로 이해하는 데 있어서 여전히 유용하다. 특히 헤이그법은 지휘책임을 담당하는 모든 자에 대하여 언급함으로써 지휘계통을 통하여 모든 군대요원에 관하여 규율하고 있다.
제네바법과 헤이그법을 구별할 수 있게 하는 또 다른 요소인 제네바협약문은 오로지 개인의 이익만을 위해 작성되어 왔다. 일반적으로 말할 때 여기서는 국가간의 권리에 관해서는 정하고 있지 않다. 제네바법은 개인과 인도주의원칙에 우위성을 부여한다. 반면에 헤이그법은 군사작전을 통제하는 것을 목적으로 하며, 부분적으로는 군사필요의 원칙에 기초를 두고 있다.

##### 혼합법
혼합법은 헤이그 및 제네바법적 규정들을 함께 포함하고 있는 형태의 법을 지칭하며, 구체적으로는 1954년 "무력충돌 시 문화재보호에 관한 헤이그협약"과 1977년 체결된 "1949년 제네바 제 협약 제Ⅰ추가의정서" 등을 포함한다. 전자는 문화재보호를 위해서 전투행위를 규제하는 헤이그법원칙을 상세히 규정하고, 아울러 문화재보호에 종사하는 민간주민의 보호를 규정하여 제네바법요소를 아울러 담고 있다.
한편 후자는 전통 전쟁법의 일반원칙을 재확인 및 발전시키고 그 범위를 확대하고 있으며, 민간주민을 위한 일련의 보호규정들을 열기하여 무력충돌에서 민간주민 일반에 대한 보호조치를 강화함으로써 제네바(Geneva)제협약을 보완하고 있다.

### 전쟁법의 적용범위

#### 전쟁법의 시간적 적용범위
전쟁법의 시간적 적용범위는 전쟁의 개시로부터 종료시까지이다. 전쟁개시의 방법에는 선전포고, 조건부의 전쟁선언을 포함한 최후통첩, 사실상의 적대행위개시 등이 있다. 전쟁은 강화조약체결이나 사실상의 적대행위 중지를 통하여 종료된다.

#### 전쟁법의 공간적 적용범위
전쟁법의 공간적 적용범위는 교전구역이다. 교전구역이란 교전국이 병력에 의한 해적 행위를 실행할 수 있는 공간으로서, 원칙적으로 교전국의 영토 · 영해 · 영공 · 공해 및 그 상공 모두를 포함한다. 중립국의 영역은 교전구역이 아니기 때문에 중립국 영역으로부터 공격을 하거나 또는 중립국 영역 내에 있는 적을 공격하는 것은 허용되지 않는다.

#### 전쟁법의 인적 · 물적 적용범위
전쟁법의 인적 · 물적 적용범위는 적성(敵性)에 의하여 결정된다. 교전국은 전쟁의 개시와 더불어 '적'에게 여러 가지 가해수단을 적용할 권리를 가지므로, 먼저 '적'이란 무엇인가를 결정할 필요가 생긴다. 따라서 적의 인(人 : 자연인, 법인) 및 적의 물(物 : 재산, 선박, 항공기, 화물 등)에 관하여 적으로서의 성질, 즉 적성을 결정하지 않으면 안 된다. 각국의 실행으로서는 제1차 세계대전 이래 적성의 범위가 점차 확대되어 가는 경향이다.
한편 무력에 의한 해적수단은 교전자격을 가진 자(교전자)만이 행사할 수 있다. 전쟁법은 교전자 외에는 아무런 법적 지위도 부여하지 않으므로 교전자격이 없는 자가 적대행위에 가담하는 경우 전쟁법의 보호를 받지 못한다. 각국은 교전당사국과 특정사항에 관하여 특별협정을 체결할 수 있다. 그러나 그러한 협정으로 사람이나 물건에 대하여 전쟁법상 부여되는 보호의 정도를 약화시킬 수는 없다. 누구도 전쟁법이나 각국과 당사국간에 체결된 특별협정에 의하여 보장된 권리의 전부 또는 일부를 포기할 수 없다.

## 같이 보기
- 대한민국 헌법
- 대한민국 형법
- 군사법원
- 군인
- 준군인
- 죄형법정주의
- 관습법
- 성문법

## 참고 문헌
- 이상철 외, 군사법원론, 박영사, 2018.02.
- 이진우, 군형법, 법문사, 1973.
- 이상석, 군법회의의 신분적 재판권과 사건의 이송, 군사법논집 제4집, 육군본부, 1986,.
- 유병화 외, 국제법Ⅰ, 법문사, 1999.
- 육군군사법원, 군사법원법, 육군본부, 2013.
- 김남진 · 김연태, 행정법Ⅰ, 법문사, 2007.
- 이상철, "계엄의 통치행위 여부와 사법심사가능성", 육사논문집 제45집, 1993.12.
- 박정훈, 행정법의 체계와 방법론, 박영사, 2010.
- 임덕규, "전쟁법과 인도주의," 인권과 국제법, 배재식박사 화갑기념논문집, 박영사, 1989.
- Frederic De Mulinen, Handbook on the Law of War for Armed Forces, International Committee of the Red Cross(ICRC), 1987.
- Jean Pictet, The Principles of International Humanitarian Law, ICRC, 1966.
- Georg Schwarzenberger, A Manual of International Law, Stevens & Sons Limited, 1967.
- Gerhard von Glahn, Law Among Nations, Macmillan Publishing Co., 1981.
- Frits Kalshoven, Constraints on the Waging of War, ICRC, 1987.